# 七郷村 (茨城県)
七郷村（ななごうむら）は茨城県猿島郡にかつて存在した村である。現在の茨城県坂東市の南部に位置する。
　村の南部には利根川が流れている。
村名は七箇村が合併したことに由来。同時に岩井町へ合併した七重村も同様である。

## 歴史
- 1889年（明治22年）4月1日 - 町村制施行により、矢作村・法師戸村・大崎村・小泉村・大谷口村・下出島村・中里村が合併し猿島郡七郷村が成立する。
- 1947年（昭和22年）9月16日 - カスリーン台風による豪雨で、中川村の利根川堤防が決壊。周辺の村とともに長須村も大部分が浸水する被害を出した[1]。
- 1955年（昭和30年）3月1日 - 岩井町・中川村・神大実村・飯島村・弓馬田村・長須村・七重村と合併し、改めて岩井町が発足。同日七郷村廃止。